# Доместик схола
Доместик схола (грчки: δομέστικος τῶν σχολῶν) је био врховни заповедник византијске војске од 8. до почетка 14. века. Доместик схола је најпре командовао тагмом Схола. Међутим, функција доместика схоле временом се развија да би током владавине Аморијске династије постала највиша командна функција у Византији. Функције сличне функцији доместика схоле су: моностратег, стратегавтократор, стратопедарх и стратилат. 

## Развој функције
У почетку су тематски стратези имали превласт у односу на доместик схоле. Доместик схола је у почетку био заповедник једне од четири византијске тагме – Схоле. Имао је велики значај током иконоборачке кризе када су се цареви ослањали на доместика схоле. Први помен доместика схоле као независног команданта потиче из 767. године тј. од времена владавине Константина V (741-775). По доласку Аморијске династије на власт (820) функција доместика схоле јача. То се најбоље види из примера доместик схоле Манојла Јерменина из периода владавина Михаила II и Теофила. У време владавине Михаила III (842-867) доместик схола постаје заповедник комплетне византијске војске. Он командује војском у одсуству цара. Командант је и над тематском и над тагматском војском. Ова функција била је само командна, никако управна. У командовању над тематским војскама, доместик схола се ослањао на таксате. Један број јединица у теми увек је био под оружјем. То је професионална војска, таксати, на коју се доместик схола ослањао у походу. Доместик схола је до друге половине 10. века постојао само на истоку. Од времена владавине Романа II (959-963) јавља се и доместик схола запада. Десети век је период највећег утицаја доместик схола. Цар Константин VIII (1025-1028) поставља свог евнуха за доместик схолу истока. 

### Функције стратопедарха и стратилата
Функцију стратопедарха створио је цар Нићифор II Фока (963-969) доделивши је своме евнуху. Стратопедарх је био сличан доместик схоли. Међутим, доместик схола није могао бити евнух због чега је и основана ова функција. Постојали су стратопедарх истока и стратопедарх запада. Ова титула настала је са циљем да се деградира титула доместика схоле. Стратопедарх је имао само ону војску која му се у тренутку да док је доместик схола одмах по ступању на дужност имао своју тагму. Функцију стратилата уводи Јован Цимискије (969-976). Стратилат је имао своју тагму стратилата, односно тачно потчињене официре. Титула није подељена, односно није постојао стратилат истока и запада. На ратишту је стратилат био идентичан доместик схоли. Био је базиран на истоку. Варда Склир, узурпатор из времена владавине Василија Бугароубице (976-1025) је био стратилат. 

## Значајнији носиоци функције доместика схоле
- Манојло Јерменин (од 830)
- Нићифор Фока Старији (око 887 - 895/6)
- Константин Дука (до 913)
- Лав Фока Старији (око 913 - 919)
- Јован Куркуас (922-944)
- Варда Фока Старији (945-954)
- Нићифор II Фока (954-963)
- Лав Фока Млађи (959-963)
- Јован I Цимискије (од 963)
- Варда Фока Млађи (978-987)
- Контостефан (око 986)
- Нићифор Уран (996-999)
- Јован Комнин (од 1057)
- Андроник Дука  (око 1072)
- Исак Комнин (око 1073)
- Алексије I Комнин (1078-1081)